# SK Brann
Pour les articles homonymes, voir Brann.
Maillots
Actualités
Le SK Brann (Brann veut dire incendie en norvégien) est un club norvégien de football basé à Bergen. Après 44 ans de disette et de malchance, le club remporte enfin le championnat de Norvège en 2007. Le SK Brann évolue à domicile au Brann Stadion à Bergen qui possède 17 800 places assises. Présent en première division norvégienne depuis 1987 sans discontinuité, le club connaît la relégation en seconde division à l'issue de la saison 2014 à la suite de sa défaite contre Mjøndalen dans le cadre du barrage de promotion-relégation (1-1, 0-3), le club remonte en première division la saison suivante en finissant deuxième.
Son sponsor principal est Sparebanken Vest depuis 2004,.

## Historique
- 1908 : fondation du club
- 1973 : 1re participation à une Coupe d'Europe (C2, saison 1973/74)
- 2007 : champion de Norvège

## Palmarès et résultats

### Palmarès
| Compétitions nationales | Coupes nationales |
| - Championnat de Norvège (3) : - Champion : 1962, 1963 et 2007. - Vice-champion : 1952, 1975, 1997, 2000, 2006, 2016, 2023 et 2024. - Coupe de Norvège (7) : - Vainqueur : 1923, 1925, 1972, 1976, 1982, 2004 et 2023. - Finaliste : 1917, 1918, 1950, 1978, 1987, 1988, 1995, 1999 et 2011. - Championnat de Norvège de deuxième division (1) : - Champion : 2022 | - Ligue des champions (0) : - Meilleur parcours : 3e tour en 2009. - Coupe des vainqueurs de coupe (0) : - Meilleur parcours : 1/4 de finale en 1997. - Ligue Europa (0) : - Meilleur parcours : 1/16e de finale en 2008. |

### Bilan européen
Légende
- Victoire ou qualification pour le tour suivant
- Match nul
- Défaite ou élimination de la compétition

Note : dans les résultats ci-dessous, le score du club est toujours donné en premier.
| Saison    | Compétition             | Tour                | Club                   | Domicile | Extérieur | Total             |
| --------- | ----------------------- | ------------------- | ---------------------- | -------- | --------- | ----------------- |
| 1973-1974 | Coupe des coupes        | Seizièmes de finale | Gzira United           | 7 - 0    | 2 - 0     | 9 - 0             |
| 1973-1974 | Coupe des coupes        | Huitièmes de finale | Glentoran FC           | 1 - 1    | 1 - 3     | 2 - 4             |
| 1976-1977 | Coupe UEFA              | 32es de finale      | Queens Park Rangers    | 0 - 7    | 0 - 4     | 0 - 11            |
| 1977-1978 | Coupe des coupes        | Seizièmes de finale | ÍA Akranes             | 1 - 0    | 4 - 0     | 5 - 0             |
| 1977-1978 | Coupe des coupes        | Huitièmes de finale | FC Twente              | 1 - 2    | 0 - 2     | 1 - 4             |
| 1983-1984 | Coupe des coupes        | Seizièmes de finale | NEC Nimègue            | 0 - 1    | 1 - 1     | 1 - 2             |
| 1989-1990 | Coupe des coupes        | Seizièmes de finale | UC Sampdoria           | 0 - 2    | 0 - 1     | 1 - 2             |
| 1996-1997 | Coupe des coupes        | Tour préliminaire   | Shelbourne FC          | 2 - 1    | 3 - 1     | 5 - 2             |
| 1996-1997 | Coupe des coupes        | Seizièmes de finale | Cercle Bruges          | 4 - 0    | 2 - 3     | 6 - 3             |
| 1996-1997 | Coupe des coupes        | Huitièmes de finale | PSV Eindhoven          | 2 - 1    | 2 - 2     | 4 - 3             |
| 1996-1997 | Coupe des coupes        | Quarts de finale    | Liverpool FC           | 1 - 1    | 0 - 3     | 1 - 4             |
| 1997-1998 | Coupe UEFA              | Premier tour Q      | Naftex Burgas          | 2 - 1    | 2 - 3     | 4E - 4            |
| 1997-1998 | Coupe UEFA              | Deuxième tour Q     | Grasshoppers Zurich    | 2 - 0    | 0 - 3     | 2 - 3             |
| 1997-1998 | Coupe UEFA              | Deuxième tour Q     | Žalgiris Vilnius       | 1 - 0    | 0 - 0     | 1 - 0             |
| 1997-1998 | Coupe UEFA              | 64es de finale      | Werder Brême           | 2 - 0    | 0 - 4 ap  | 2 - 4             |
| 1999      | Coupe Intertoto         | Deuxième tour       | NK Varteks             | 3 - 0    | 0 - 3 ap  | 3 - 3 (4 - 5 tab) |
| 2000-2001 | Coupe UEFA              | Tour préliminaire   | Liepājas Metalurgs     | 1 - 0    | 1 - 1     | 2 - 1             |
| 2000-2001 | Coupe UEFA              | 64es de finale      | FC Bâle                | 2 - 0    | 0 - 4 ap  | 2 - 4             |
| 2001-2002 | Ligue des champions     | Deuxième tour Q     | Levski Sofia           | 1 - 1    | 0 - 0     | 1 - 1E            |
| 2002-2003 | Coupe UEFA              | Tour préliminaire   | Sūduva Marijampolė     | 2 - 3    | 2 - 3     | 4 - 6             |
| 2005-2006 | Coupe UEFA              | Deuxième tour Q     | AC Allianssi           | 1 - 0    | 1 - 1     | 2 - 0             |
| 2005-2006 | Coupe UEFA              | 64es de finale      | Lokomotiv Moscou       | 1 - 2    | 2 - 3     | 3 - 5             |
| 2006-2007 | Coupe UEFA              | Premier tour Q      | Glentoran FC           | 1 - 0    | 1 - 0     | 2 - 0             |
| 2006-2007 | Coupe UEFA              | Deuxième tour Q     | Åtvidabergs FF         | 3 - 3    | 1 - 1     | 4 - 4E            |
| 2007-2008 | Coupe UEFA              | Premier tour Q      | Carmarthen Town        | 6 - 3    | 8 - 0     | 14 - 3            |
| 2007-2008 | Coupe UEFA              | Deuxième tour Q     | Sūduva Marijampolė     | 3 - 3    | 1 - 1     | 4 - 4E            |
| 2007-2008 | Coupe UEFA              | 64es de finale      | Club Bruges KV         | 0 - 1    | 2 - 1     | 2E - 2            |
| 2007-2008 | Coupe UEFA              | Groupe D            | Hambourg SV            | 0 - 1    | N/A       | Troisième         |
| 2007-2008 | Coupe UEFA              | Groupe D            | Stade rennais FC       | N/A      | 1 - 1     | Troisième         |
| 2007-2008 | Coupe UEFA              | Groupe D            | Dinamo Zagreb          | 2 - 1    | N/A       | Troisième         |
| 2007-2008 | Coupe UEFA              | Groupe D            | FC Bâle                | N/A      | 0 - 1     | Troisième         |
| 2007-2008 | Coupe UEFA              | 16es de finale      | Everton FC             | 0 - 2    | 1 - 6     | 1 - 8             |
| 2008-2009 | Ligue des champions     | Premier tour Q      | FK Ventspils           | 1 - 0    | 1 - 2     | 2E - 2            |
| 2008-2009 | Ligue des champions     | Deuxième tour Q     | Olympique de Marseille | 0 - 1    | 1 - 2     | 1 - 3             |
| 2008-2009 | Coupe UEFA              | 64es de finale      | Deportivo La Corogne   | 2 - 0    | 0 - 2 ap  | 2 - 2 (2 - 3 tab) |
| 2017-2018 | Ligue Europa            | Deuxième tour Q     | MFK Ružomberok         | 0 - 2    | 1 - 0     | 1 - 2             |
| 2019-2020 | Ligue Europa            | Premier tour Q      | Shamrock Rovers        | 2 - 2    | 1 - 2     | 3 - 4             |
| 2023-2024 | Ligue Europa Conférence | Troisième tour Q    | FC Arouca              | 3 - 1    | 1 - 2     | 4 - 3             |
| 2023-2024 | Ligue Europa Conférence | Barrages Q          | AZ Alkmaar             | 3 - 3 ap | 1 - 1     | 4 - 4 (5 - 6 tab) |
| 2024-2025 | Ligue Conférence        | Deuxième tour Q     | Go Ahead Eagles        | 2 - 1    | 0 - 0     | 2 - 1             |
| 2024-2025 | Ligue Conférence        | Troisième tour Q    | St Mirren FC           | 3 - 1    | 1 - 1     | 4 - 2             |
| 2024-2025 | Ligue Conférence        | Barrages Q          | FK Astana              | 2 - 0    | 0 - 3     | 2 - 3             |
| 2025-2026 | Ligue des champions     | Deuxième tour Q     | Red Bull Salzbourg     | 1 - 4    | 1 - 1     | 2 - 5             |
| 2025-2026 | Ligue Europa            | Troisième tour Q    | BK Häcken              | 0 - 1    | 2 - 0     | 2 - 1             |
| 2025-2026 | Ligue Europa            | Barrages Q          | AEK Larnaca            | -        | -         | -                 |

## Joueurs et personnalités du club

### Entraîneurs
Le tableau suivant présente la liste des entraîneurs du club depuis 1938.
| Rang | Nom                            | Période   |
| ---- | ------------------------------ | --------- |
| 1    | Karl Geyer                     | 1938-1939 |
| 2    | Thomas Mitchell                | 1946      |
| 3    | Thomas Mitchell & Billy Cook   | 1947      |
| 4    | Alf Young                      | 1948      |
| 5    | Billy Cook                     | 1949-1951 |
| 6    | Bjarne Osland & Kjetil Kjos    | 1951-1952 |
| 7    | Bjarne Osland                  | 1953      |
| 8    | Karl Pannagl                   | 1954      |
| 9    | George Ainsley & Oddvar Hansen | 1555      |
| 10   | Oddvar Hansen                  | 1956-1957 |
| 11   | Birger Nilsen                  | 1958      |
| 12   | Tivader Szentpeterey           | 1959      |

| Rang | Nom               | Période               |
| ---- | ----------------- | --------------------- |
| 13   | Oddvar Hansen     | 1960-1963             |
| 14   | Josef Stroh       | janv. 1964- déc. 1964 |
| 15   | Oddvar Hansen     | 1965-1968             |
| 16   | Karol Bučko       | 1969-1972             |
| 17   | Ray Freeman       | 1972-1973             |
| 18   | Billy Elliott     | 1974-1978             |
| 19   | Ivar Hoff         | 1979                  |
| 20   | Egil Austbø       | 1979                  |
| 21   | Les Shannon       | janv. 1980- déc. 1981 |
| 22   | Arve Mokkelbost   | 1982-1983             |
| 23   | Endre Blindheim   | 1984-1985             |
| 24   | Anthony Knapp     | janv. 1986- déc. 1987 |
| 25   | Per Vold          | 1987                  |
| 26   | Teitur Thórdarson | janv. 1988- déc. 1990 |

| Rang | Nom                         | Période               |
| ---- | --------------------------- | --------------------- |
| 27   | Kalle Björklund             | janv. 1991- déc. 1992 |
| 28   | Hallvar Thoresen            | janv. 1993-juin 1995  |
| 29   | Kjell Tennfjord             | juin 1995-juil. 1998  |
| 30   | Harald Aabrekk              | juil. 1998-déc. 1999  |
| 31   | Teitur Thórdarson           | janv. 2000-déc. 2002  |
| 32   | Mons Ivar Mjelde            | janv. 2003-déc. 2008  |
| 33   | Steinar Nilsen              | janv. 2009-mai 2010   |
| 34   | Rune Skarsfjord (intérim)   | mai 2010-déc. 2010    |
| 35   | Rune Skarsfjord             | janv. 2011-nov. 2013  |
| 36   | Kenneth Mikkelsen (intérim) | nov. 2013-déc. 2013   |
| 37   | Rikard Norling              | janv. 2014-mai 2015   |
| 38   | Lars Arne Nilsen            | mai 2015-             |

### Anciens joueurs
Joueur de l'année
| Année | Gagnant         |
| ----- | --------------- |
| 2000  | Roy Wassberg    |
| 2001  | Raymond Kvisvik |
| 2002  | Tommy Knarvik   |
| 2003  | Raymond Kvisvik |
| 2004  | Ragnvald Soma   |

| Année | Gagnant              |
| ----- | -------------------- |
| 2005  | Paul Scharner        |
| 2006  | Håkon Opdal          |
| 2007  | Thorstein Helstad    |
| 2008  | Olafur Örn Bjarnason |
| 2009  | Erik Huseklepp       |

| Année | Gagnant            |
| ----- | ------------------ |
| 2010  | Petter Vaagan Moen |
| 2011  | Rodolph Austin     |
| 2012  | Piotr Leciejewski  |
| 2013  | Piotr Leciejewski  |
| 2014  | Stéphane Badji     |

| Année | Gagnant       |
| ----- | ------------- |
| 2015  | Vadim Demidov |

### Effectif actuel
| N° | Nat.                  | Poste | Nom du joueur            |
| -- | --------------------- | ----- | ------------------------ |
| 1  | Drapeau de la Norvège | G     | Mathias Dyngeland        |
| 2  | Drapeau de la Norvège | D     | Martin Hellan            |
| 3  | Drapeau de la Norvège | D     | Fredrik Pallesen Knudsen |
| 6  | Drapeau du Danemark   | D     | Japhet Sery Larsen       |
| 7  | Drapeau du Danemark   | A     | Magnus Warming           |
| 8  | Drapeau de la Norvège | M     | Felix Horn Myhre         |
| 9  | Drapeau du Chili      | A     | Niklas Castro            |
| 10 | Drapeau du Danemark   | M     | Emil Kornvig             |
| 11 | Drapeau de la Norvège | A     | Bård Finne               |
| 12 | Drapeau de la Norvège | G     | Martin Børsheim          |
| 13 | Drapeau du Danemark   | D     | Svenn Crone              |
| 14 | Drapeau de la Norvège | M     | Ulrik Mathisen           |
| 15 | Drapeau de la Norvège | D     | Jonas Torsvik            |
| 16 | Drapeau de la Norvège | A     | Ole Didrik Blomberg      |

| No. | Nat.                  | Position | Nom du joueur                    |
| --- | --------------------- | -------- | -------------------------------- |
| 17  | Drapeau de la Norvège | D        | Joachim Soltvedt                 |
| 18  | Drapeau de la Norvège | M        | Sander Kartum                    |
| 19  | Drapeau de la Norvège | M        | Sivert Heltne Nilsen (capitaine) |
| 20  | Drapeau de la Norvège | A        | Aune Heggebø                     |
| 21  | Drapeau de la Norvège | D        | Ruben Kristiansen                |
| 22  | Drapeau de la Suède   | D        | Moonga Simba                     |
| 23  | Drapeau de la Norvège | D        | Thore Baardsen Pedersen          |
| 24  | Drapeau de la Norvège | G        | Mathias Klausen                  |
| 25  | Drapeau de la Norvège | M        | Niklas Jensen Wassberg           |
| 26  | Drapeau de la Norvège | D        | Eivind Helland                   |
| 27  | Drapeau de la Norvège | M        | Mads Sande                       |
| 36  | Drapeau de la Norvège | G        | Eirik Holmen Johansen            |
| 44  | Drapeau de la Norvège | G        | Sverre Fauskanger                |

## Section féminine
À la fin de la saison 2021, le SK Brann reprend la section féminine de l'IL Sandviken, championne de Norvège en titre.